# 長徳
長徳（、旧字体：長德）は、日本の元号の一つ。正暦の後、長保の前。995年から999年までの期間を指す。この時代の天皇は一条天皇。

## 改元
- 正暦6年2月22日（ユリウス暦995年3月25日） 改元
- 長徳5年1月13日（ユリウス暦999年2月1日） 長保に改元

## 長徳期におきた出来事
王朝政治史上大きな変動があった時期。改元前後に全国を席巻した疫病が起き、ついで中関白藤原道隆の薨去とそれに伴う政争があり、程なくして内大臣藤原伊周・中納言藤原隆家兄弟といった公卿が政変（年号に因み「長徳の変」と称される）によって流されるといった騒動があった。
- 長徳元年（995年）
  - 2月22日、改元に付随して恩赦（重大犯罪者を除く）を行う[1]。
  - 9月、若狭に来着した宋人を越後に移す。
- 長徳2年（996年）
  - 3月28日、一条天皇の母、東三条院藤原詮子の病臥に伴い、恩赦（重大犯罪者を除く）を行う[1]。
  - 6月14日、右近衛大将だった大納言の藤原顕光の邸宅に群盗が押し入り、在宅中だった橘内成（たちばなのうちなり）の息子が負傷する[2]。
  - 11月、播磨掾で摂津守だった郎等の高向国明の私邸が捜索を受け、財産が差し押さえられる[3]。
- 長徳3年（997年）
  - 3月25日、藤原詮子の病臥に伴い、恩赦（重大犯罪を含む全ての犯罪者）を行う[1]。
  - 6月5日、河内国若江郡（大阪府八尾市・東大阪市）にて、豪族の美努氏の1人で、前淡路掾（さきのあわじのじょう）だった美務兼倫（みぬのかねとも）の家宅に、同族で太皇太后昌子内親王の太皇太后宮職の史生だった[4]美努真遠（みぬのさねとお）の指示の元、前遠江介（さきのとおとうみのすけ）だった美務公忠（みぬのきみただ）を首魁とする武装集団が夜討ちをかけて殺害を目論むも、「若江郡使」であった源訪（みなもとのたずぬ）など郎等たちの加勢もあって未遂に終わる。後日、兼倫は都の検非違使に訴え出て、告発状は『前淡路掾美努兼倫解(さきのあわじのじょうみぬのかねともげ)』として『三条家本北山抄裏文書』に現存している[5]。
- 長徳4年（998年）
  - 2月2日、備前国から難波津（大阪湾）の淀川河口に向かっていた260石積みの運搬船（備前国鹿田荘の別当渋川辛運の所有）が摂津国武庫郡の港で強風による高波で沈みかけるが、運搬船を『寄り物』と判断した現地の豪族『秦押領使』が、乗員だった秦米茂の手引きで一方的な略奪を行い、美作国の荘園から奈良の秋篠寺に運ぶ予定だった積荷の米180石と塩20籠、そして船体も解体されて持ち去られ、梶取（船長）の佐伯吉永も殺害未遂に遭う事件が発生する[6]。

## 西暦との対照表
※は小の月を示す。
| 長徳元年（乙未） | 一月※    | 二月  | 三月  | 四月※   | 五月  | 六月※ | 七月  | 八月※  | 九月  | 十月※ | 十一月  | 十二月※ |           |
| ---------------- | -------- | ----- | ----- | ------- | ----- | ----- | ----- | ------ | ----- | ----- | ------- | ------- | --------- |
| ユリウス暦       | 995/2/3  | 3/4   | 4/3   | 5/3     | 6/1   | 7/1   | 7/30  | 8/29   | 9/27  | 10/27 | 11/25   | 12/25   |           |
| 長徳二年（丙申） | 一月     | 二月※ | 三月  | 四月※   | 五月  | 六月※ | 七月  | 閏七月 | 八月※ | 九月  | 十月※   | 十一月  | 十二月※   |
| ユリウス暦       | 996/1/23 | 2/22  | 3/22  | 4/21    | 5/20  | 6/19  | 7/18  | 8/17   | 9/16  | 10/15 | 11/14   | 12/13   | 997/1/12  |
| 長徳三年（丁酉） | 一月     | 二月※ | 三月※ | 四月    | 五月※ | 六月  | 七月  | 八月   | 九月※ | 十月  | 十一月※ | 十二月  |           |
| ユリウス暦       | 997/2/10 | 3/12  | 4/10  | 5/9     | 6/8   | 7/7   | 8/6   | 9/5    | 10/5  | 11/3  | 12/3    | 998/1/1 |           |
| 長徳四年（戊戌） | 一月※    | 二月  | 三月※ | 四月※   | 五月  | 六月※ | 七月  | 八月   | 九月※ | 十月  | 十一月  | 十二月※ |           |
| ユリウス暦       | 998/1/31 | 3/1   | 3/31  | 4/29    | 5/28  | 6/27  | 7/26  | 8/25   | 9/24  | 10/23 | 11/22   | 12/22   |           |
| 長徳五年（己亥） | 一月     | 二月※ | 三月  | 閏三月※ | 四月※ | 五月  | 六月※ | 七月   | 八月※ | 九月  | 十月    | 十一月  | 十二月※   |
| ユリウス暦       | 999/1/20 | 2/19  | 3/20  | 4/19    | 5/18  | 6/16  | 7/16  | 8/14   | 9/13  | 10/12 | 11/11   | 12/11   | 1000/1/10 |